# Buironfosse
Buironfosse est une commune française située dans le département de l'Aisne en région Hauts-de-France.

## Géographie
Buironfosse se trouve à une petite dizaine de kilomètres à l'ouest-sud-ouest de La Capelle, sur la route N 29 / D 1029 / E 44, en direction de Guise (dans le canton no 5 de La Capelle et la 3e circonscription).

### Quartiers, hameaux, lieux-dits et écarts
- Le Boujon, hameau implanté juste au sud, en bordure de la forêt du Regnaval. Maps
- La Rue Herbin. Maps

### Hydrographie
La commune est située dans le bassin Seine-Normandie. Elle est drainée par l'Iron, le ruisseau des Buissons, le cours d'eau 01 de la Fontaine du Porcher, le cours d'eau 01 de Rue des Faucharts, le cours d'eau 01 des Quatre Chênes, le cours d'eau 01 du Bout du Trou, le cours d'eau 01 du Grand Enclos, le cours d'eau 01 du Moulin du Haut Bois, le cours d'eau 01 du Rieu des Grands Prés, le fossé du Grand Damehaut, le Mathurin et le ruisseau de la Vaudoise,,.
L'Iron, d'une longueur de 25 km, prend sa source dans la commune de La Flamengrie et se jette  dans le Noirrieu à Hannapes, après avoir traversé dix communes.

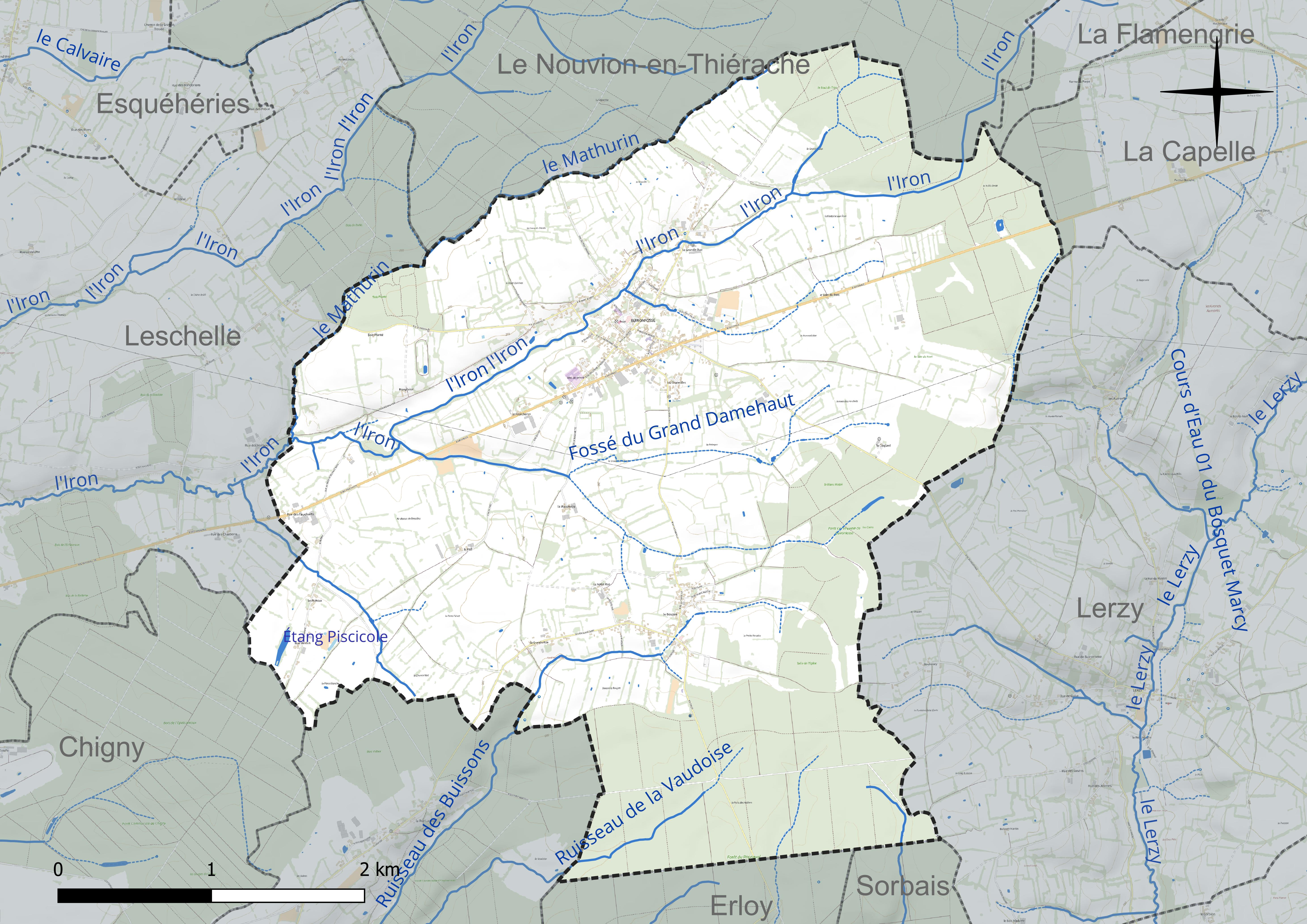
Réseau hydrographique de Buironfosse.

Un plan d'eau complète le réseau hydrographique : l'étang Piscicole (0,8 ha),.

### Climat
Pour des articles plus généraux, voir Climat des Hauts-de-France et Climat de l'Aisne.
En 2010, le climat de la commune est de type climat des marges montargnardes, selon une étude du CNRS s'appuyant sur une série de données couvrant la période 1971-2000. En 2020, Météo-France publie une typologie des climats de la France métropolitaine dans laquelle la commune est exposée à un climat océanique altéré et est dans la région climatique Nord-est du bassin Parisien, caractérisée par un ensoleillement médiocre, une pluviométrie moyenne régulièrement répartie au cours de l'année et un hiver froid (3 °C).
Pour la période 1971-2000, la température annuelle moyenne est de 9,6 °C, avec  une amplitude thermique annuelle de 15 °C. Le cumul annuel moyen de précipitations est de 918 mm, avec 12,7 jours de précipitations en janvier et 10 jours en juillet. Pour la période 1991-2020 la température moyenne annuelle observée sur la station météorologique la plus proche, située sur la commune de Fontaine-lès-Vervins à 13 km à vol d'oiseau, est de 10,5 °C et le cumul annuel moyen de précipitations est de 826,3 mm,. Pour l'avenir, les paramètres climatiques de la commune estimés pour 2050 selon différents scénarios d'émission de gaz à effet de serre sont consultables sur un site dédié publié par Météo-France en novembre 2022.

## Urbanisme

### Typologie
Au 1er janvier 2024, Buironfosse est catégorisée bourg rural, selon la nouvelle grille communale de densité à 7 niveaux définie par l'Insee en 2022.
Elle est située hors unité urbaine et hors attraction des villes,.

### Occupation des sols
L'occupation des sols de la commune, telle qu'elle ressort de la base de données européenne d'occupation biophysique des sols Corine Land Cover (CLC), est marquée par l'importance des territoires agricoles (64 % en 2018), une proportion identique à celle de 1990 (64 %). La répartition détaillée en 2018 est la suivante : 
prairies (58 %), forêts (30 %), zones urbanisées (6 %), terres arables (6 %).
L'évolution de l'occupation des sols de la commune et de ses infrastructures peut être observée sur les différentes représentations cartographiques du territoire : la carte de Cassini (XVIIIe siècle), la carte d'état-major (1820-1866) et les cartes ou photos aériennes de l'IGN pour la période actuelle (1950 à aujourd'hui).

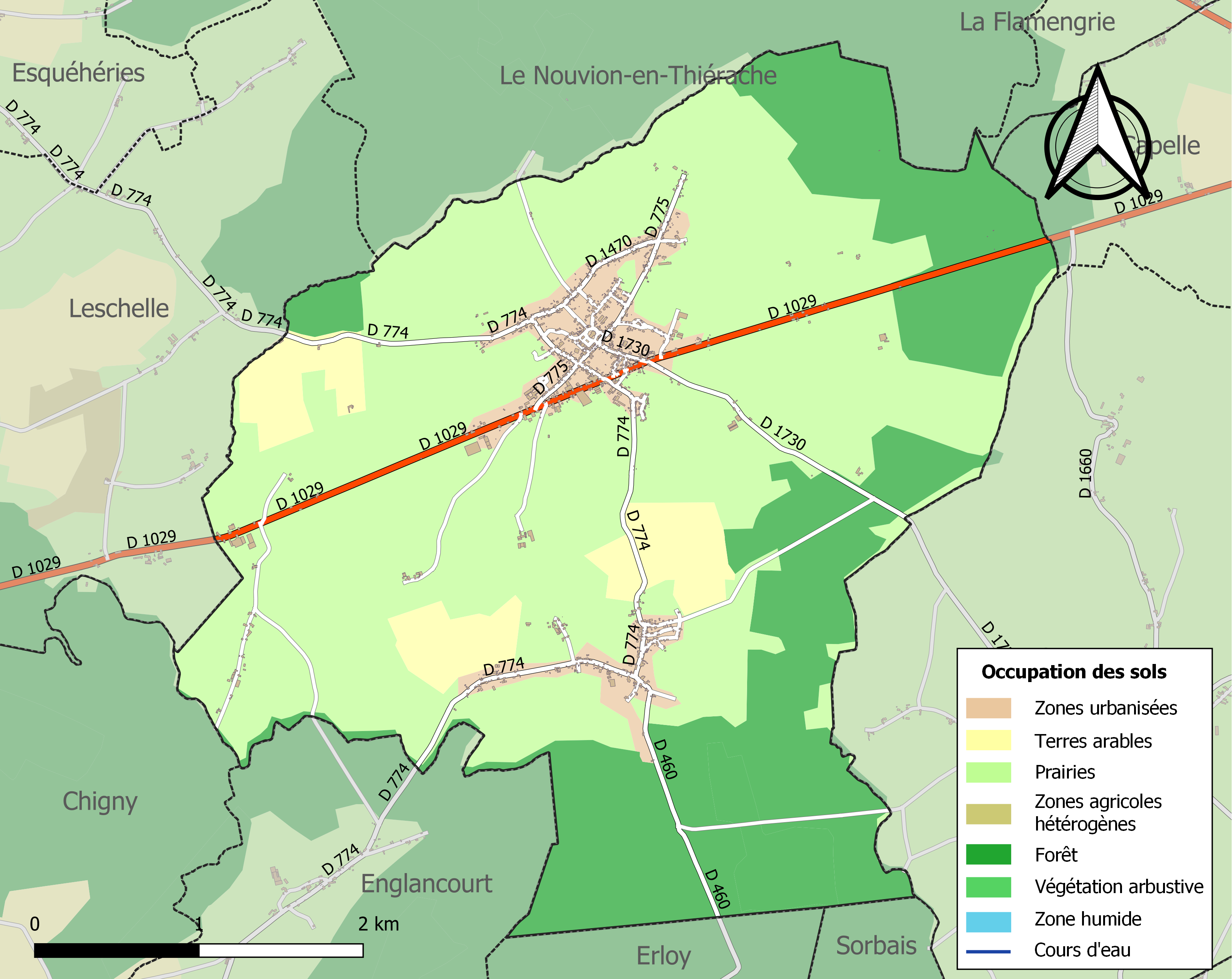
Carte des infrastructures et de l'occupation des sols de la commune en 2018 (CLC).

## Toponymie
Le nom de la localité est attesté sous les formes Buironfossa, Buirunfossa (XIIe siècle) ; Birenfosse (1223) ; Burenfosse (1339) ; Buyronfosse (1541) ; Buronfosse (1751).
De l'oïl buiron « cabane » et fosse « mare » ; l'ensemble a dû signifier « cabane de la mare ». À noter qu'en vieux français, buiron signifie : « petite maison, cabane, chaumière ».

## Histoire

### Buironfosse
Vers le Xe siècle, Buironfosse était un château fort construit en bois sur une motte féodale et entouré d'une fosse. Le lieu était un fief seigneurial dont les propriétés s'étendaient au nord de la Thiérache de Ribemont à Avesnes.
Le château fort en bois sera renforcé en pierre aux XIe et XIIe siècles, puis rasé en 1423 par Jean de Luxembourg allié des Bourguignons. On y reconstruira une église qui sera pillée, incendiée, fortifiée, rasée et reconstruite plusieurs fois durant tous les conflits dévastateurs que connaîtra la Thiérache au cours de son histoire. Bien plus tard, en 1868, la motte sera arasée pour laisser place à l'église d'inspiration romane que nous connaissons aujourd'hui.
Au XIIe siècle, Buironfosse était une commune rurale importante. En 1175, le seigneur Jacques d'Avesnes lui accordera une charte, donnant aux habitants la liberté d'administrer les biens de la commune, d'élire un maire et ses échevins. La forêt communale appelée les Usages conférera à la population toutes les ressources nécessaires à sa subsistance et à son développement.
Par sa position géographique proche du Hainaut, la Thiérache sera ravagée par de nombreux conflits. Buironfosse bénéficiera d'une certaine tranquillité au XVIIIe siècle, époque où les frontières seront reculées plus au nord. Elle connaîtra l'avènement du développement agricole. Les bois occupant un quart du territoire, de nombreux corps de métiers artisanaux apparaîtront. Les spécialités du cru étant la saboterie et la boissellerie.
En 1760, Buironfosse compte 1 063 habitants.
Entre 1830 et 1880, on développe de façon très importante les ressources en herbage. Les près et pâtures doublent en surface. Éleveurs et herbagers définissent la topographie du bocage que nous connaissons aujourd'hui.
En 1856, la population de Buironfosse atteint le chiffre record de 2 589 habitants. Le bois en est le centre économique. On dénombre à cette époque pas moins de 300 sabotiers.
Première Guerre mondiale : Buironfosse se trouve en zone occupée par les troupes allemandes d'août 1914 jusqu'au 6 novembre 1918, date où des troupes françaises libèrent le village. En 1918, le 7 novembre au soir, c'est par Buironfosse, par la route de La Capelle ; que la délégation allemande qui va signer l'armistice mettant fin aux hostilités de la Première Guerre mondiale, franchit le front occidental en voiture munis de drapeaux blancs. Elle se rend à la gare de Tergnier, où attend le train qui mena la délégation vers la forêt de Compiègne.

### Les sabotiers
Les sabotiers travaillaient souvent en équipe de trois ouvriers.
L'ébaucheur ou équarrisseur, dégrossissait à la hache une pièce de bois pour lui donner une forme primitive.
Le pareur utilisait un paroir pour affiner les surfaces extérieures gauches et droites du sabot et commençait à le creuser.
Le troisième ouvrier à l'aide de mèches, de cuillères et de gouges évidait l'intérieur du sabot.
Le maître sabotier tel le maître bottier, effectuait le travail sur la qualité du chaussant, apportant au sabot toute l'ergonomie et le confort requis pour le bien être du pied.
Les fleuristes en sabot exécutaient des motifs décoratifs fleuris à l'intention des femmes qui les portaient le dimanche pour se rendre à l'église.
La fabrication du sabot était un travail entièrement fait à la main et représentait une tâche pénible.

### Les chevaliers du Lièvre
Le 20 octobre 1339, lors de la guerre de Cent Ans, une célèbre bataille oppose Édouard III roi d'Angleterre, son allié Jean de Hainaut au roi de France Philippe VI de Valois, entouré de son armée de soixante mille hommes. Les deux camps se font face dans un champ situé entre Buironfosse et la Flamengrie. Avant de mener bataille, il a été décidé de laisser reposer les troupes. Quelques écuyers du camp des Français requièrent le comte de Hainaut de les faire chevaliers, lorsqu'en pleine cérémonie, des lièvres surgissent entre les deux armées semant la pagaille et l'affolement des chevaux de la cavalerie. Dans la confusion, on croit à une attaque surprise, des soldats se replient. Face à la tournure insolite de cette situation et de l'effet de surprise qu'il créa, Édouard III reprend la route en direction de Bruxelles et repasse la frontière. Le roi de France satisfait de voir ses ennemis boutés hors du royaume décidera de ne pas poursuivre l'expédition, donnera congé à ses armées. De cet épisode cocasse, les chevaliers consacrées lors de cette bataille qui n'eut pas lieu, se verront surnommer " chevaliers du Lièvre ". Peut-être pouvons-nous interpréter aujourd'hui les origines du lieu-dit la Cence au Lièvre située à la Flamengrie.
Cette histoire racontée par Jean Froissart, historien de la fin du Moyen Âge fait partie de la légende. Froissart n'ayant pas été témoin direct de cette bataille en a très certainement enjolivé le récit pour le rendre populaire, à la manière des trouvères de l'époque. Une chose est certaine. Divers écrits attestent de la rencontre des deux armées. La raison de cette bataille avortée tient certainement au fait que l'armée française était bien supérieure en nombre et que face à une inévitable défaite, Édouard III se serait replié sagement.

## Politique et administration

### Découpage territorial
La commune de Buironfosse est membre de la communauté de communes de la Thiérache du Centre, un établissement public de coopération intercommunale (EPCI) à fiscalité propre créé le 31 décembre 1992 dont le siège est à La Capelle. Ce dernier est par ailleurs membre d'autres groupements intercommunaux.
Sur le plan administratif, elle est rattachée à l'arrondissement de Vervins, au département de l'Aisne et à la région Hauts-de-France. Sur le plan électoral, elle dépend du  canton de Vervins pour l'élection des conseillers départementaux, depuis le redécoupage cantonal de 2014 entré en vigueur en 2015, et de la troisième circonscription de l'Aisne  pour les élections législatives, depuis le dernier découpage électoral de 2010.

### Administration municipale
| Période                                  | Période                    | Identité           | Étiquette | Qualité                                                      |
| ---------------------------------------- | -------------------------- | ------------------ | --------- | ------------------------------------------------------------ |
| avant 1875                               | après 1876                 | Lécriguir          |           |                                                              |
| maire en 1958                            | ?                          | Georges Hestrés    | UNR       | Vice-président du conseil général de l'Aisne                 |
| Mars 2001                                | septembre 2010             | Jean-Luc Goulard   | DVD       | Décédé en fonction                                           |
| Septembre 2010                           | octobre 2010               | Serge Lamotte      |           | Assure l'intérim jusqu'à de nouvelles élections              |
| 17 octobre 2010                          | En cours (au 20 juin 2020) | Marie-Anne Wattier | LR        | Retraitée Fonction publique Réélue pour le mandat 2020-2026, |
| Les données manquantes sont à compléter. |                            |                    |           |                                                              |

## Démographie
L'évolution du nombre d'habitants est connue à travers les recensements de la population effectués dans la commune depuis 1793. Pour les communes de moins de 10 000 habitants, une enquête de recensement portant sur toute la population est réalisée tous les cinq ans, les populations de référence des années intermédiaires étant quant à elles estimées par interpolation ou extrapolation. Pour la commune, le premier recensement exhaustif entrant dans le cadre du nouveau dispositif a été réalisé en 2006.

En 2022, la commune comptait 1 125 habitants, en évolution de −1,83 % par rapport à 2016 (Aisne : −1,97 %, France hors Mayotte : +2,11 %).
| 1793  | 1800  | 1806  | 1821  | 1831  | 1836  | 1841  | 1846  | 1851  |
| ----- | ----- | ----- | ----- | ----- | ----- | ----- | ----- | ----- |
| 1 941 | 1 547 | 1 879 | 1 644 | 2 221 | 2 260 | 2 456 | 2 519 | 2 618 |

| 1856  | 1861  | 1866  | 1872  | 1876  | 1881  | 1886  | 1891  | 1896  |
| ----- | ----- | ----- | ----- | ----- | ----- | ----- | ----- | ----- |
| 2 589 | 2 560 | 2 479 | 2 398 | 2 355 | 2 248 | 2 255 | 2 146 | 2 067 |

| 1901  | 1906  | 1911  | 1921  | 1926  | 1931  | 1936  | 1946  | 1954  |
| ----- | ----- | ----- | ----- | ----- | ----- | ----- | ----- | ----- |
| 1 994 | 1 910 | 1 859 | 1 750 | 1 722 | 1 469 | 1 434 | 1 381 | 1 353 |

| 1962  | 1968  | 1975  | 1982  | 1990  | 1999  | 2006  | 2011  | 2016  |
| ----- | ----- | ----- | ----- | ----- | ----- | ----- | ----- | ----- |
| 1 417 | 1 454 | 1 341 | 1 322 | 1 258 | 1 203 | 1 195 | 1 189 | 1 146 |

| 2021  | 2022  | - | - | - | - | - | - | - |
| ----- | ----- | - | - | - | - | - | - | - |
| 1 136 | 1 125 | - | - | - | - | - | - | - |

## Économie
Implanté au cœur du bocage thiérachiens, Buironfosse eut une tradition de sabotiers du XIIe au début du XXe siècle. Une Fête du sabot y est organisée chaque année.

## Culture locale et patrimoine

### Lieux et monuments
- Église Saint-Nicolas - Sainte Anne de Buironfosse.
- Église Saint-Cyrille, hameau de Le Boujon (Buironfosse).
- Chapelle de la Délivrance.

### Personnalités liées à la commune
- Antoine-Julien Alizard (1827-1912), peintre né sur la commune.

## Pour approfondir